# Breckin Meyer
Breckin Erin Meyer, född 7 maj 1974 i Minneapolis, Minnesota är en amerikansk skådespelare och filmproducent.

## Biografi

### Uppväxt
Meyer föddes i Minneapolis, Minnesota, till reseförsäljaren och före detta mikrobiologen Dorothy Ann, och ledarskapskonsulten Christopher William Meyer. Under skoltiden vid Beverly Hills High School studerade Meyer tillsammans med bland andra Drew Barrymore. Det var där han kom i kontakt med Barrymores agent, som kontrakterade honom. Som barn medverkade Meyer främst i tv-reklamfilmer.

## Filmografi i urval
- 1991 – Terror på Elm Street 6
- 1995 – Clueless
- 1996 – Den onda cirkeln
- 1998 – Alla var där
- 1998 – Studio 54
- 2000 – Road Trip
- 2001 – Rat Race
- 2001 – Kate & Leopold
- 2004 – Gustaf
- 2005 – Rebound
- 2005 – Herbie: Fulltankad
- 2006 – Gustaf 2
- 2008 – Flickvänner från förr